# 吉儀
吉儀，台灣稱答紙禮、答紙，是在漢字文化圈傳統葬禮中，主人給來參加葬禮的親友之謝禮。

## 香港

### 廣府人
在香港，每封「吉儀」中，放了一顆糖、一張紙巾（從前放的是手帕）及一個面值為單數的硬幣，最常用的為一元。
吉儀封內的「紙巾」是給親友用來抹掉眼淚，表示離別的傷痛。

吉儀封內的「糖」，能使吃的親友減輕他們的「苦」，有叫人節哀順變、苦中一點甜之意。

吉儀內的「一元硬幣」用作表示參加葬禮之謝意，亦有說法是以前一元足夠搭一程車（比如巴士、電車），取其不會／沒有回頭之意。 
有些人誤以為「吉儀」是不可以帶回家的；或以為糖可以吃或是丟掉，但一元則需要儘快花掉，或給與乞丐，其他東西需要全部扔掉才能回家，不然的話會把不幸帶回家。事實上傳統習俗並沒有這樣的禁忌。

## 潮汕

### 潮州人、汕头人
丧葬丧家的回礼多半是“毛巾”、“手帕”。此外還有糖餅之類。有心人多会在毛巾之外，附贈“紅索”或自備“石榴嫩枝”，返家之后，可在沐浴水中，加上石榴嫩枝或是焚化后的净符灰烬，据闻可趋吉避凶，化解禁忌。

## 台灣
台灣喪葬喪家的回禮在日治時期前多半是糕粿，俵散孝帛、孝帕、孝巾則歷史演變至今多為「毛巾」、「手帕」。
近年有心人，多會在毛巾之外，附贈「淨符」或「艾草」，返家之後，可在沐浴水中，加上艾草或是焚化後的淨符灰燼，據聞可趨吉避凶，化解禁忌

## 日本
日本稱為，傳統上每封通常包括白毛巾、清潔劑（寓意洗去不幸）、茶葉等，還要附上一封問候狀（挨拶状，封套上結上黑白水引。傳統上會在死者尾七時回禮給親友，近年有些人會改為葬禮後七日回禮，但忌諱在葬禮當日回禮。